# Неомения

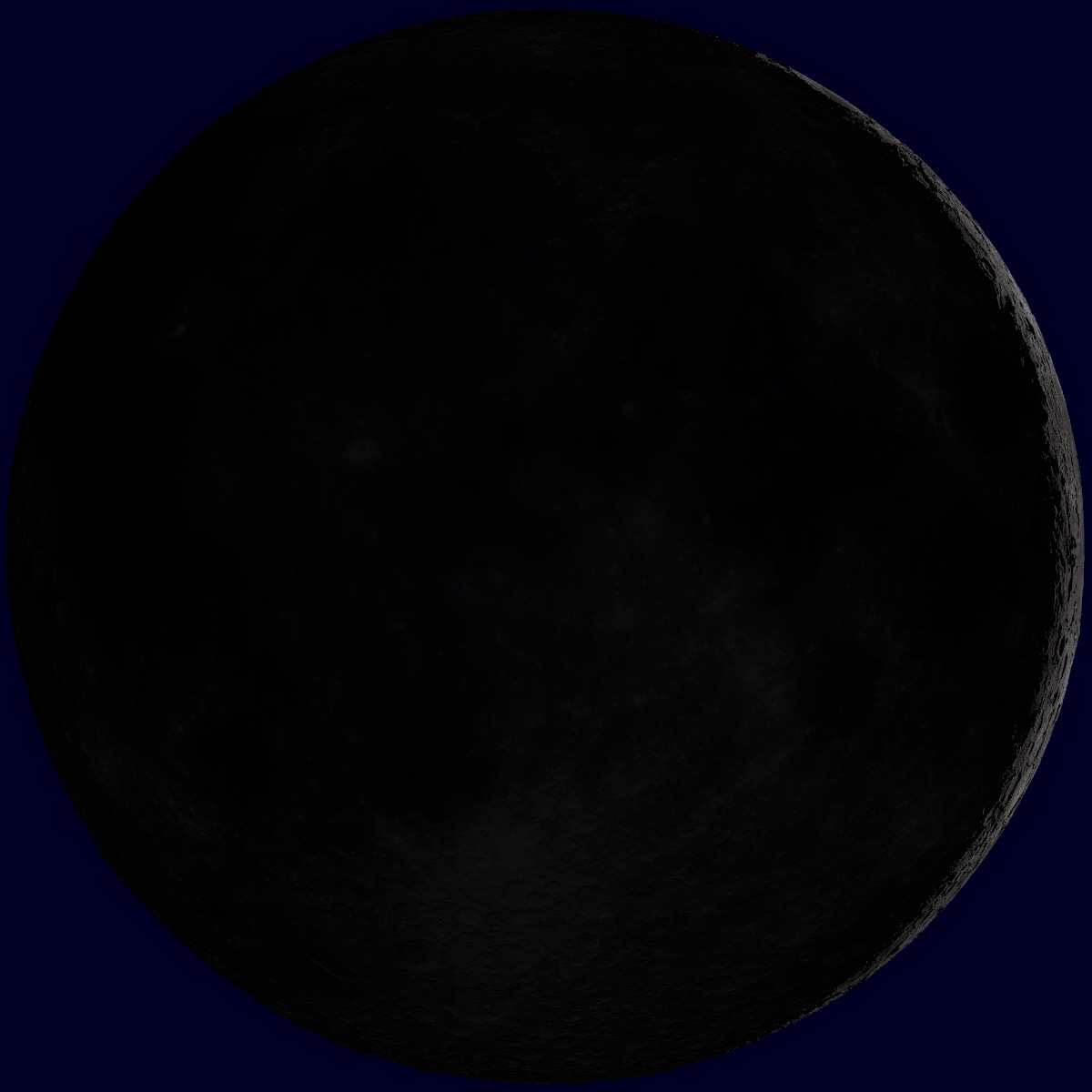

Неомения (др.-греч. νέα μήνη — новая Луна) — первое появление Луны на небе после новолуния в виде узкого серпа. В зависимости от широты места наблюдения и расположения Луны на своей орбите меняется промежуток времени между новолунием и неоменией. В любом случае, неомения происходит не позднее, чем через 3 дня после новолуния. В неомении Луна наблюдается в сумерках за несколько минут до своего захода.
В древности неомения играла важную роль в летоисчислении. Так в лунных и лунно-солнечных календарях начало месяца отсчитывалось от неомении. В ряде стран древнего мира велись специальные наблюдения за появлением новой луны.